# Catarata Arco Iris
Die Catarata Arco Iris ist ein Wasserfall im Nationalpark Noel Kempff Mercado im Osten Boliviens. Er liegt im Departamento Santa Cruz nahe der Grenze zu Brasilien am Río Paucerna, einem Nebenfluss des Río Iténez. Er entsteht durch den Sturz des Flusses vom Huanchaca-Plateau. Die Fallhöhe des Wassers ist 88 m. Etwa 4 Kilometer weiter nordwestlich und flussabwärts am selben Fluss liegt der Wasserfall Catarata Ahlfeld.
Der Name bedeutet Regenbogen-Wasserfall, da das zerstäubte Wasser oft einen Regenbogen verursacht.